# Грузинско писмо
Грузинско писмо (неправилно грузијско писмо; груз. ქართული დამწერლობა) се састоји од 33 симбола. Грузински алфабет се користи у грузинском језику. Грузински алфабет нема великих и малих слова. Поједина слова из грузинског алфабета имају и бројну вредност.
Постоје три писма, које се користе за писање грузинског језика: асомтаврули, нусхури и мхедрули. Њихова слова су еквивалентна, деле исте називе и абецедни ред, а сва три су једнодомна (нема разлике између великих и малих слова). Иако се користе сва три облика, медрули се узима као стандард за грузински језик и њему повезане картвелске језике.
Изворно је било 38 слова. Грузински језик тренутно има 33 слова абецеде, а пет слова се више не користе. Абецеда мингрелског језика користи 36 слова: 33 грузијска, једно слово застарело за тај језик, и два додатна слова специфична за мингрелски језик. Иста слова, плус једно слово посуђено из грчког, користи се у абецеди од 35 слова чанскога језика. Четврти картвелски језик, свански језик, обично се не изражава словима, али користе се слова абецеде мингрелског језика, с додатним застарелим грузијским словом, а понекад допуњен дијакритичким знаковима за своје бројне самогласнике.
Грузинска писма одржавају национални статус културног наслеђа у Грузији и тренутно је номинирано за укључивање у попис Унескове нематеријалне културне баштине.
| Симбол у грузијском језику | Изговор |
| -------------------------- | ------- |
| ა                          | Ан      |
| ბ                          | Бан     |
| გ                          | Ган     |
| დ                          | Дон     |
| ე                          | Ен      |
| ვ                          | Вин     |
| ზ                          | Зен     |
| თ                          | Тан     |
| ი                          | Ин      |
| კ                          | Кан     |
| ლ                          | Лас     |
| მ                          | Ман     |
| ნ                          | Нар     |
| ო                          | Он      |
| პ                          | Пар     |
| ჟ                          | Жар     |
| რ                          | Рае     |
| ს                          | Сан     |
| ტ                          | Тар     |
| უ                          | Ун      |
| ფ                          | П'ар    |
| ქ                          | Кар     |
| ღ                          | Ган     |
| ყ                          | К(ј)ар  |
| შ                          | Шин     |
| ჩ                          | Чин     |
| ც                          | Ц'ан    |
| ძ                          | Јил     |
| წ                          | Цил     |
| ჭ                          | Чар     |
| ხ                          | Ксан    |
| ჯ                          | Ј'ан    |
| ჰ                          | Хае     |

## Писма

### Асомтаврули
| Асомтаврули слова | Асомтаврули слова | Асомтаврули слова | Асомтаврули слова | Асомтаврули слова | Асомтаврули слова | Асомтаврули слова | Асомтаврули слова | Асомтаврули слова | Асомтаврули слова | Асомтаврули слова | Асомтаврули слова | Асомтаврули слова | Асомтаврули слова |
| ----------------- | ----------------- | ----------------- | ----------------- | ----------------- | ----------------- | ----------------- | ----------------- | ----------------- | ----------------- | ----------------- | ----------------- | ----------------- | ----------------- |
| Ⴀ                 | Ⴁ                 | Ⴂ                 | Ⴃ                 | Ⴄ                 | Ⴅ                 | Ⴆ                 | Ⴡ                 | Ⴇ                 | Ⴈ                 | Ⴉ                 | Ⴊ                 | Ⴋ                 | Ⴌ                 |
| Ⴢ                 | Ⴍ                 | Ⴎ                 | Ⴏ                 | Ⴐ                 | Ⴑ                 | Ⴒ                 | Ⴣ                 | ႭჃ, Ⴓ             | Ⴔ                 | Ⴕ                 | Ⴖ                 | Ⴗ                 | Ⴘ                 |
| Ⴙ                 | Ⴚ                 | Ⴛ                 | Ⴜ                 | Ⴝ                 | Ⴞ                 | Ⴤ                 | Ⴟ                 | Ⴠ                 | Ⴥ                 |                   |                   |                   |                   |

### Нусхури
| Нусхурска слова | Нусхурска слова | Нусхурска слова | Нусхурска слова | Нусхурска слова | Нусхурска слова | Нусхурска слова | Нусхурска слова | Нусхурска слова | Нусхурска слова | Нусхурска слова | Нусхурска слова | Нусхурска слова | Нусхурска слова |
| --------------- | --------------- | --------------- | --------------- | --------------- | --------------- | --------------- | --------------- | --------------- | --------------- | --------------- | --------------- | --------------- | --------------- |
| ⴀ               | ⴁ               | ⴂ               | ⴃ               | ⴄ               | ⴅ               | ⴆ               | ⴡ               | ⴇ               | ⴈ               | ⴉ               | ⴊ               | ⴋ               | ⴌ               |
| ⴢ               | ⴍ               | ⴎ               | ⴏ               | ⴐ               | ⴑ               | ⴒ               | ⴣ               | ⴍⴣ, ⴓ           | ⴔ               | ⴕ               | ⴖ               | ⴗ               | ⴘ               |
| ⴙ               | ⴚ               | ⴛ               | ⴜ               | ⴝ               | ⴞ               | ⴤ               | ⴟ               | ⴠ               | ⴥ               |                 |                 |                 |                 |

### Мхедрули
| Мхедрулска слова | Мхедрулска слова | Мхедрулска слова | Мхедрулска слова | Мхедрулска слова | Мхедрулска слова | Мхедрулска слова | Мхедрулска слова | Мхедрулска слова | Мхедрулска слова | Мхедрулска слова | Мхедрулска слова | Мхедрулска слова | Мхедрулска слова | Мхедрулска слова |
| ---------------- | ---------------- | ---------------- | ---------------- | ---------------- | ---------------- | ---------------- | ---------------- | ---------------- | ---------------- | ---------------- | ---------------- | ---------------- | ---------------- | ---------------- |
| ა                | ბ                | გ                | დ                | ე                | ვ                | ზ                | ჱ                | თ                | ი                | კ                | ლ                | მ                | ნ                |                  |
| ჲ                | ო                | პ                | ჟ                | რ                | ს                | ტ                | ჳ                | უ                | ფ                | ქ                | ღ                | ყ                | შ                |                  |
| ჩ                | ც                | ძ                | წ                | ჭ                | ხ                | ჴ                | ჯ                | ჰ                | ჵ                | ჶ                | ჷ                | ჺ                | ჸ                | ჹ                |

## Читање
| Слово | Име  | Бројно значење |        | 9984  | Романизација | Ћирилично пресловљавање | мхедрули (მხედრული) | нусхури (ⴌⴓⴑⴞⴓⴐⴈ) | асомтаврули (ႠႱႭႫႧႠႥႰႳႪႨ) |
| ----- | ---- | -------------- | ------ | ----- | ------------ | ----------------------- | ------------------- | ----------------- | ------------------------- |
| ა     | ანი  | 1              |        | A a   | A a          | А а                     |                     |                   |                           |
| ბ     | ბანი | 2              |        | B b   | B b          | Б б                     |                     |                   |                           |
| გ     | განი | 3              |        | G g   | G g          | Г г                     |                     |                   |                           |
| დ     | დონი | 4              |        | D d   | D d          | Д д                     |                     |                   |                           |
| ე     | ენი  | 5              |        | E e   | E e          | Э э, Е е                |                     |                   |                           |
| ვ     | ვინი | 6              |        | V v   | V v          | В в                     |                     |                   |                           |
| ზ     | ზენი | 7              |        | Z z   | Z z          | З з                     |                     |                   |                           |
| ჱ     | ჰე   | 8              | [ 6 ]  | —     | —            | —                       |                     |                   |                           |
| თ     | თანი | 9              |        | T' t' | T t          | Ҭ ҭ                     |                     |                   |                           |
| ი     | ინი  | 10             |        | I i   | I i          | И и                     |                     |                   |                           |
| კ     | კანი | 20             |        | K k   | K' k'        | К к                     |                     |                   |                           |
| ლ     | ლასი | 30             |        | L l   | L l          | Л л                     |                     |                   |                           |
| მ     | მანი | 40             |        | M m   | M m          | М м                     |                     |                   |                           |
| ნ     | ნარი | 50             |        | N n   | N n          | Н н                     |                     |                   |                           |
| ჲ     | ჲე   | 60             | [ 8 ]  | —     | —            | Й й                     |                     |                   |                           |
| ო     | ონი  | 70             |        | O o   | O o          | О о                     |                     |                   |                           |
| პ     | პარი | 80             |        | P p   | P' p'        | П п                     |                     |                   |                           |
| ჟ     | ჟანი | 90             |        | Ž ž   | Zh zh        | Ж ж                     |                     |                   |                           |
| რ     | რაე  | 100            |        | R r   | R r          | Р р                     |                     |                   |                           |
| ს     | სანი | 200            |        | S s   | S s          | С с                     |                     |                   |                           |
| ტ     | ტარი | 300            |        | T t   | T' t'        | Т т                     |                     |                   |                           |
| ჳ     | ვიე  | 400            | [ 9 ]  | —     | —            | —                       |                     |                   |                           |
| უ     | უნი  | —              |        | U u   | U u          | У у                     |                     |                   |                           |
| ფ     | ფარი | 500            |        | P' p' | P p          | Ҧ ҧ                     |                     |                   |                           |
| ქ     | ქანი | 600            |        | K' k' | K k          | Қ қ                     |                     |                   |                           |
| ღ     | ღანი | 700            |        | Ḡ ḡ   | Gh gh        | Ҕ ҕ (Г' г')             |                     |                   |                           |
| ყ     | ყარი | 800            |        | Q q   | Q' q'        | Ҟ ҟ                     |                     |                   |                           |
| შ     | შინი | 900            |        | Š š   | Sh sh        | Ш ш                     |                     |                   |                           |
| ჩ     | ჩინი | 1000           |        | Č' č' | Ch ch        | Ч ч                     |                     |                   |                           |
| ც     | ცანი | 2000           |        | C' c' | Ts ts        | Ц ц                     |                     |                   |                           |
| ძ     | ძილი | 3000           |        | J j   | Dz dz        | Ӡ ӡ                     |                     |                   |                           |
| წ     | წილი | 4000           |        | C c   | Ts' ts'      | Ҵ ҵ                     |                     |                   |                           |
| ჭ     | ჭარი | 5000           |        | Č č   | Ch' ch'      | Ҷ ҷ                     |                     |                   |                           |
| ხ     | ხანი | 6000           |        | X x   | Kh kh        | Х х                     |                     |                   |                           |
| ჴ     | ჴარ  | 7000           | [ 14 ] | —     | —            | —                       |                     |                   |                           |
| ჯ     | ჯანი | 8000           |        | J̌ ǰ   | J j          | Џ џ                     |                     |                   |                           |
| ჰ     | ჰაე  | 9000           |        | H h   | H h          | Ҳ ҳ                     |                     |                   |                           |
| ჵ     | ჰოე  | 10000          | [ 16 ] | —     | —            | —                       |                     |                   |                           |
| ჶ     | ჶ    | -              | ?      | —     | —            | —                       |                     |                   |                           |
| ჷ     | ჷ    | -              | ?      | —     | —            | —                       |                     |                   |                           |
| ჸ     | ჸ    | -              | ?      | —     | —            | —                       |                     |                   |                           |
| ჹ     | ჹ    | -              | ?      | —     | —            | —                       |                     |                   |                           |
| ჺ     | ჺ    | -              | ?      | —     | —            | —                       |                     |                   |                           |

## Неки називи исписани грузинским алфабетом
| საქართველო |

 ← Реч «Грузија» исписана грузијским алфабетом, а чита се «Сакартвело»
| სერბეთი |

 ← Реч «Србија» исписана грузијским алфабетом, а чита се «Сербети»
| ევროპა |

 ← Реч «Европа» исписана грузијским алфабетом, а чита се «Европа»
| ვიკიპედია |

 ← Реч «Википедија» исписана грузијским алфабетом, а чита се «Википедиа»
| ადამიანი |

 ← Реч «човек» исписана грузијским алфабетом, а чита се «Адамиани»